# Hohenthann
Hohenthann é um município da Alemanha, localizada no distrito de Landshut, no estado de Baviera.